# Мажоров, Юрий Николаевич
Юрий Николаевич Мажоров (20 августа 1921 — 14 февраля 2019) — советский и российский учёный, кандидат технических наук, генерал-майор (03.12.1971), Генеральный директор НПО «Пальма», Лауреат Ленинской (1976) и Государственных премий СССР (1967, 1982).

## Биография
Юрий Николаевич Мажоров родился в 1921 году в семье участника Первой мировой и Гражданской войн Николая Мажорова и дочери путевого мастера Марии Егоровой.
С детства Юрий увлёкся радиотехникой, начал конструировать простейшие приёмники. В годы массовых арестов его отец был арестован и Юрию пришлось искать работу. В гостинично-банном тресте он отремонтировал американскую радиолу, которую не могли отремонтировать квалифицированные инженеры, и его приняли на работу с зарплатой в 300 рублей. Это позволило ему поступить и в Ташкентский радиотехникум. В 1938 году он, несмотря на то, что отец был арестован, как враг народа, вступил в комсомол. После ареста отца мать Юрия поехала в Москву и добилась его освобождения. В марте 1940 года отец Юрия был освобождён.
В октябре 1940 года он был призван в Красную Армию. Службу проходил в 490 отдельном радиодивизионе, освоил с радиопередатчиком на ключе и приеме на слух азбуки Морзе. Была присвоена квалификация радиста-разведчика 1-го класса.
На фронтах Великой Отечественной войны с октября 1941 года. Участвовал в обороне Москвы, вёл радиоразведку, перехватывал радиосообщения противника. В начале 1942 года был назначен начальником узла связи. В августе 1942 года младший лейтенант Мажоров был назначен начальником узла связи 3-го отдельного дивизиона 1-го отдельного радиополка (Западный фронт).
В июле 1943 года Юрий Мажоров был назначен на должность начальника узла связи 93-го радиодивизиона 1-й отдельной радиобригады Ставки Верховного Главнокомандования. Во время Курской битвы он вёл слежение за работой передатчиков противника и ему удалось выяснить время начала наступления противника. Кроме того, во фронтовых условиях он сконструировал достаточно мощный и экономичный радиопередатчик. За обеспечение оперативной радиоинформацие он был награждён орденом Красной Звезды.
В дальнейшем он участвовал в освобождении Украины, Польши, в Корсунь-Шевченковской операции. 10 мая 1945 года Мажоров закончил войну в Праге.
В 1946 году он был направлен на службу в 1-ю бригаду особого назначения, где он принимал участие в изучении и применении ракетной техники. 18 октября 1947 года участвовал в запуске трофейной ракеты ФАУ-2 на полигоне Капустин Яр.
В 1948 году Юрий Мажоров поступил на факультет радиолокации Военной академии связи имени С. М. Будённого, который закончил в 1953 году. После окончания академии работал в одном из НИИ Министерства обороны.
В 1959 году он получил авторское свидетельство № 20264 на автоматическую станцию создания помех «Смальта», которая устанавливалась на самолётах. В 1967 году за создание систем защиты самолётов от радиоуправляемого зенитного оружия Юрий Мажоров был удостоен Государственной премии СССР.
В 1976 году он был удостоен Ленинской премии за участие в создании системы радиотехнической разведки «Целина».
За создание специальных космических средств ему в 1982 году присуждена Государственная премия СССР.
С 1961 года он работал в Центральном научно-исследовательском радиотехническом институте, а в 1968 году возглавил его. В 1971 году Юрию Мажорову было присвоено звание генерал-майор. В 1979 году он возглавил НПО «Пальма».
В 1982 году он с группой сотрудников подмосковных НИИ начал разработку системы радиоэлектронной борьбы с американскими самолётами АВАКС, на которое в 1987 году они получили авторское свидетельство № 273364. Эта система получила название «Пелена». В отставке с 1985 года.
За свою жизнь Юрий Мажоров получил 24 авторских свидетельства. Не раз он бывал в самых разных горячих точках: в Германии и в Северной Корее, на Кубе и во Вьетнаме, в Афганистане и в Сирии. Автор книги мемуаров «Погоня за "ястребиным глазом". Судьба генерала Мажорова».
Скончался 14 февраля 2019 года на 98-м году жизни.

## Семья
- Жена — Мажорова Татьяна Константиновна (1921—1989), участница Великой Отечественной войны, радист-разведчик, в мирное время работала педагогом.
- Сын — Валерий Юрьевич (1950), инженер-радист, подполковник запаса.
- Дочь — Лариса Юрьевна (1954), инженер-экономист.
- Трое внуков.

## Награды
- Орден Ленина (1971),
- Орден Трудового Красного Знамени (1966),
- Орден Отечественной войны I степени (1985),
- Два ордена Красной Звезды (1943, 1956),
- Медали СССР,
- Медали РФ,
- Медали ВДНХ,
- Медали Федерации космонавтики РФ.
- Медаль имени С. П. Королева.
- Почётный радист СССР.